# Japonistyka

Flaga Japonii

Japonistyka, inaczej japonologia – w szerokim rozumieniu ogół dziedzin naukowych humanistycznych i społeczno-ekonomicznych, mających za obiekt badań to, co wiąże się z Japonią: język japoński, kulturę, historię, systemy religijne i filozoficzne, literaturę, a także gospodarkę, politykę, społeczeństwo japońskie itd.
W wąskim znaczeniu japonistyka jest synonimem filologii japońskiej, obejmuje zatem językoznawstwo i literaturoznawstwo.

## Polskie czasopisma japonistyczne
- Japonica – pierwsze polskie czasopismo naukowe poświęcone japonistyce[1], wydawane w latach 1993–2003[2] przez Wydział Orientalistyczny Uniwersytetu Warszawskiego przy wsparciu Fundacji im. Takashimy.
- Silva Iaponicarum